# Coca-Cola Blāk
Coca-Cola Blāk è stata una bevanda prodotta dalla Coca-Cola Company all'aroma di caffè distribuita nel 2006 per prima in Francia e poi negli USA (il 3 aprile 2006) e successivamente in Canada (il 29 agosto 2006). Nel febbraio 2007 la bevanda è arrivata anche in Europa Centrale, distribuita dalla Repubblica Ceca. In seguito è stata distribuita anche dalla catena di supermercati E.Leclerc, in Slovenia.

## Informazioni nutrizionali
|               | Coca-Cola BlāK (8 fl. oz/240 mL) | Coca-Cola Classica (8 fl. oz/240 mL) |
| ------------- | -------------------------------- | ------------------------------------ |
| Calorie       | 45                               | 97                                   |
| Grassi totali | 0 g                              | 0 g                                  |
| Sodio         | 35 mg                            | 33 mg                                |
| Carboidrati   | 12 g                             | 27 g                                 |
| Zucchero      | 12 g                             | 27 g                                 |
| Proteine      | 0 g                              | 0 g                                  |
| Caffeina      | 46 mg                            | 23 mg                                |

|               | Coca-Cola BlāK (per 100 mL) | Coca-Cola Classica (per 100 mL) |
| ------------- | --------------------------- | ------------------------------- |
| Calorie       | 84 kJ/20kcal                | 180 kJ/42kcal                   |
| Grassi totali | 0g                          | 0g                              |
| Sodio         | <50 mg                      | <50 mg                          |
| Carboidrati   | 5g                          | 10.6g                           |
| Zucchero      | 5g                          | 10.6g                           |
| Proteine      | 0g                          | 0g                              |
| Caffeina      | 20 mg                       |                                 |